# 김왕호
김왕호(金王虎, 1929년 3월 20일 ~ 1953년 6월 22일)는 대한민국의 군인이다.

## 생애
평안남도 안주군에서 태어나 안주 공립중학교를 졸업했으며 1950년 10월 육군 갑종장교 1기로 육군 소위 임관하여 1951년 중공군의 1·2차 춘계공세시 강원도 가리봉과 현리 전투에 참가하였다. 이후 1952년 4월, 3 사단 1대대 3중대장으로 부임하여 강원도 인제군 서화 북방, 우두산 일대에서 임무를 수행하였다. 1953년 6월 강원도 금화 지구 전투에서 전사하였다. 대한민국은 1계급 특진과 충무 무공 훈장을 추서했다.

## 기타
- 2004년 전쟁기념관은 6월의 호국인물로 김왕호를 선정했다.[4][1]